# Kolecin
Kolecin – wieś sołecka w Polsce położona w województwie świętokrzyskim, w powiecie sandomierskim, w gminie Zawichost.
W latach 1975–1998 miejscowość administracyjnie należała do województwa tarnobrzeskiego.

## Historia
Słownik w wieku XIX  opisuje Kolecin, (także Kolęcin) jako trzy niezależne byty osadnicze : 
1. Folwark w  powiecie opatowskim, gminie Czyżów Szlachecki, parafii Sobótka (rok 1883); rozległość mórg 424, grunta orne i ogrody mórg 401, łąk mórg 6, nieużytki i place mórg 17, budynków murowanych 1, z drzewa 3, płodozmia w uprawach 4. polowy. Folwark ten w r. 1876 oddzielony od dóbr Wygoda[7].
2. Kolecin, osada w powiecie opatowskim, gminie Czyżów Szlachecki, parafii Sobótka, oddalony 23 wiorsty od Opatowa posiadały 1 dom 11 mieszkańców l morgę ziemi → Kolecin, [w:] Słownik geograficzny Królestwa Polskiego, t. IV: Kęs – Kutno, Warszawa 1883, s. 263.
3. Kolecin  osada w powiecie opatowskim, gminie Czyżów Szlachecki, parafii Czyżów, odległy 25 wiorst od Opatowa posiadał 1 dom 11 mieszkańców, 1 morgę ziemi. Osad należy do dóbr Pisary → Kolecin, [w:] Słownik geograficzny Królestwa Polskiego, t. IV: Kęs – Kutno, Warszawa 1883, s. 263. a także → Kolecin, [w:] Słownik geograficzny Królestwa Polskiego, t. VIII: Perepiatycha – Pożajście, Warszawa 1887, s. 224. – opis Pisar.